# Cat Person (film)
Pour les articles homonymes, voir Cat Person.
Pour plus de détails, voir Fiche technique et Distribution.
Cat Person est un thriller psychologique franco-américain réalisé par Susanna Fogel à partir d'un scénario de Michelle Ashford et sorti en 2023.
Le film est basé sur la nouvelle du même nom de 2017 de Kristen Roupenian. Le film met en vedette Emilia Jones, Nicholas Braun, Geraldine Viswanathan, Hope Davis, Fred Melamed et Isabella Rossellini.
Cat Person a été créé au festival de Sundance le 21 janvier 2023 et est sorti aux États-Unis le 6 octobre 2023 par Rialto Pictures.

## Synopsis
Margot, étudiante en deuxième année de 20 ans, entretient une brève relation avec Robert, un homme plus âgé qui visite fréquemment la salle de cinéma où elle travaille.

## Fiche technique
- Titre original : Cat Person
- Réalisation : Susanna Fogel
- Scénario : Michelle Ashford, d'après la nouvelle Cat Person de Kristen Roupenian
- Photographie : Manuel Billeter
- Montage : Jacob Craycroft
- Musique : Heather McIntosh
- Costumes : Ava Yuriko Hama
- Production : Helen Estabrook, Jeremy Steckler, Derek Peterson (coproducteur)
- Sociétés de production : StudioCanal
- Direction artistique : Beau Tepper
- Pays de production : États-Unis, France
- Langue originale : anglais
- Format : couleur
- Genre : thriller psychologique
- Durée : 118 minutes
- Dates de sortie[1] :
  - États-Unis : 
    - 21 janvier 2023 (festival du film de Sundance)
    - 26 octobre 2023 (sortie nationale)

  - France : 28 août 2024 (en VOD)[2]
  - Belgique : 14 février 2024

## Distribution
- Emilia Jones (VF : Léopoldine Serre) : Margot
- Nicholas Braun (VF : Jim Redler) : Robert
- Geraldine Viswanathan (VF : Emmylou Homs) : Taylor
- Isabella Rossellini (VF : Véronique Augereau) : Dr Enid Zabala
- Hope Davis (VF : Ivana Coppola) : Kelly
- Christopher Shyer (VF : Sylvain Agaësse) : Ernie
- Liza Koshy (VF : Aurélie Konaté) : Beth
- Josh Andres Rivera (VF : Fred Colas) : Dave
- Isaac Cole Powell (VF : Clément Moreau) : Clay
- Melissa Lehman : Billie
- Isaac Powell : Clay
- Jeremy Gill (VF : Brice Ournac) : Kyle
- Kyle Selig (VF : Martin Faliu) : Lucas
- Liza Colón-Zayas : l'officier Elaine
- Michael Gandolfini : Peter
- Donald Elise Watkins : James Madley
- Fred Melamed (VF : Philippe Catoire) : le docteur Resnick
- Sammy Arechar (VF : Gilduin Tissier) : Kelvin

## Production
Le film est une adaptation de la nouvelle Cat Person de 2017 écrite par Kristen Roupenian pour The New Yorker.
Le 20 juin 2021, StudioCanal et Imperative Entertainment ont annoncé qu'ils s'associeraient pour adapter la nouvelle en un thriller psychologique, avec Susanna Fogel réalisant à partir d'un scénario de Michelle Ashford et mettant en vedette Nicholas Braun et Emilia Jones. En octobre 2021, Geraldine Viswanathan, Hope Davis, Michael Gandolfini, Liza Koshy, Fred Melamed, Isaac Cole Powell, Isabella Rossellini et Donald Elise Watkins ont rejoint le casting,.
La production a commencé le 14 octobre 2021. Le tournage principal a eu lieu à Jersey City et à Newark, toutes deux au New Jersey.

## Sortie
Cat Person a été diffusé en première au Festival du film de Sundance 2023 le 21 janvier 2023. Il est sorti aux États-Unis par Rialto Pictures le 6 octobre 2023. Il a ensuite été diffusé en VOD le 1er décembre 2023, uniquement via Hoopla et Spectrum on Demand.
Après sa première à Sundance, il a reçu des offres de distribution de Netflix, Bleecker Street et Open Road Films, dont aucune n'a satisfait les financiers,.

## Réception
Sur le site d’agrégation de critiques Rotten Tomatoes, 46 % des 118 critiques sont positives, avec une note moyenne de 5,6/10. Le consensus du site Web se lit comme suit : « Se régalant avec fantaisie de ses propres innovations grossières, Cat Person est une adaptation longue qui ne retombe pas sur ses pieds ». Metacritic, qui utilise une moyenne pondérée, a attribué au film une note de 48 sur 100, basée sur 30 critiques, indiquant des critiques « mixtes ou moyennes ».